# 29a Flotilla d'U-Boot
La 29a Flotilla U-Boot (alemany: 29. Unterseebootsflottille) va ser una flotilla de la Kriegsmarine alemanya durant la Segona Guerra Mundial.
Es va formar el desembre de 1941 a La Spezia, Itàlia sota el comandament del Korvettenkapitän Franz Becker. La flotilla operava principalment diversos models del submarí Tipus VII i concentrà els seus esforços principalment al mar Mediterrani, contra els combois. L'agost de 1943, la flotilla es va traslladar a Toló, però també disposava de submarins a Marsella i Salamina. La flotilla es va dissoldre el setembre de 1944, quan l'U-407 va ser enfonsat el 19 de setembre i els dos últims vaixells de la flotilla, l'U-565 i l'U-596 van ser enfonsat a Salamina.

## Comandants
| Duració                          | Comandant                         |
| -------------------------------- | --------------------------------- |
| Desembre de 1941 – Maig de 1942  | Korvettenkapitän Franz Becker     |
| Maig de 1942 – Juliol de 1943    | Korvettenkapitän Fritz Frauenheim |
| Agost de 1943 – Setembre de 1944 | Korvettenkapitän Gunter Jahn      |

## U-boats assignats a la flotilla
| U-73  | U-74  | U-77  | U-81  | U-83  | U-97  | U-205 |
| U-223 | U-230 | U-301 | U-303 | U-331 | U-343 | U-371 |
| U-372 | U-374 | U-375 | U-380 | U-407 | U-409 | U-410 |
| U-414 | U-421 | U-431 | U-443 | U-450 | U-453 | U-455 |
| U-458 | U-466 | U-471 | U-557 | U-559 | U-562 | U-565 |
| U-568 | U-573 | U-577 | U-586 | U-593 | U-596 | U-602 |
| U-605 | U-616 | U-617 | U-642 | U-652 | U-660 | U-755 |
| U-952 | U-967 | U-969 |       |       |       |       |